# Стара Павлувка
Стара Павлувка (пол. Stara Pawłówka) — село в Польщі, у гміні Пшеросль Сувальського повіту Підляського воєводства.
Населення — 131 особа (2011).
У 1975-1998 роках село належало до Сувальського воєводства.

## Демографія
Демографічна структура станом на 31 березня 2011 року:
|          | Загалом | Допрацездатний вік | Працездатний вік | Постпрацездатний вік |
| -------- | ------- | ------------------ | ---------------- | -------------------- |
| Чоловіки | 70      | 15                 | 44               | 11                   |
| Жінки    | 61      | 14                 | 31               | 16                   |
| Разом    | 131     | 29                 | 75               | 27                   |